# Sidi Kacem (provins)
Sidi Kacem (arabiska: إقليم سيدي قاسم, franska: Province de Sidi Kacem) är en provins i Marocko.   Den ligger i regionen Rabat-Salé-Kénitra, 120 km nordost om huvudstaden Rabat. Antalet invånare är 692 239. Arean är 4 060 kvadratkilometer.